# Kveøya
Kveøya (Kvæøya) er en ø i Kvæfjord kommune i Troms og Finnmark fylke i Norge. Øen ligger i Kvæfjorden, og deler denne i to sunde: Bygdesundet på nordsiden, og Øysundet på sydsiden.
Kveøya strækker sig ca. 10 km fra Hundstadneset i sydøst til Øynes i nordvest, og har et areal på 7,20 km². Det højeste punkt på øen er 267 moh. Øen havde i 2011 126 indbyggere . Den frugtbare jord drives af gårdene  Hokland, Hundstad, Vebostad og Garles,
Nordøstsiden af øen er stejl og der findes hverken  bebyggelse eller frugtbar jord. I 1950 blev der bygget en ny skole, som nu er nedlagt. Børn i skolealderen fra Kveøya går nu på Borkenes skole. Kveøyas forsamlingshus som blev bygget midt i 1980-tallet huser Kveøy børnehave og ligger ved siden af skolen. 
Bedehuset ved gården Garles fra omkring 1890 fungerede længe som forsamlingshus. Bedehuset står intakt, og er i nutiden et lokalmuseum. På gården Hunstad er der et privat gårdmuseum. 
Kveøyforbindelsen er en vej- og broforbindelse som knytter Kveøyai Kvæfjord i Troms sammen med Hinnøya og giver indbyggerne i Kveøya færgefri forbindelse til omverdenen. Vejen er en del af Fylkesvei 105. Forbindelsen blev åbnet den 25. september 2010. Vejen går over Øysundet mellem Hundstad på Kveøya og Salen på Hinnøya. Den består af en vej på land og stenfyldinger i fjorden på i alt 2010 meter, samt broen Kveøybrua på 370 meter. Vejen har et kørefelt og mødepladser. Broen er en stål kassebro med en indsejlingshøjde på 10 meter. Kveøyforbindelsen erstatter færgestrækningen mellem Hokland på Kveøya og Borkenes.

## Historie
Vebostad  eller Vebbestad er en af de ældste gårde i Kvæfjord, med spor efter fast bosætning fra jernalderen, ca. 300 f.Kr. En tydelig gårdsbebyggelse viser hvor det vigtigste brug har ligget. Navnet kommer af det norrøne ordet vé, som betyder helligdom, og bosted. Dette kan betyde at det kan have været et hov eller en offerplads her i før kristelig tid. 
Som en gammel, central gård blev Vebostad centrum for Kvæfjord i middelalderen, og var Kvæfjords tingsted. I 1600-tallet var Vebostad-bonden Kvæfjords bondelensmand. Gjertrud Rasch, som giftede sig med Hans Egede, var fra Vebostad, og var datter af bondelensmand Niels Rasch. I 1947 blev der rejst en mindestøtte for hende ved gården. I 1896 gik gården Vebostad konkurs. Den blev da delt op i fire, og solgt som mindre enheder til nye folk. Siden blev  husmandsstederne også til en femte del af det som i dag er Vebostad. 
Omkring år 1900 fik Kveøy skolekreds sin egen skole, som blev bygget i Vebostad og øen havde ca. 300 indbyggere som boede på 45 større og mindre gårde med tilsammen 30 heste. På de fleste af gårdene havde familierne indtægter fra anden virksomhed.